# Rhinochimaera
Genre
Rhinochimaera est un genre de chimères, de poissons cartilagineux de la famille des Rhinochimaeridae, comprenant trois espèces.

## Liste d'espèces
Selon ITIS et FishBase :
- Rhinochimaera africana Compagno, Stehmann et Ebert, 1990 ;
- Rhinochimaera atlantica Holt et Byrne, 1909 : Chimère à nez mou[1] ;
- Rhinochimaera pacifica (Mitsukuri, 1895).

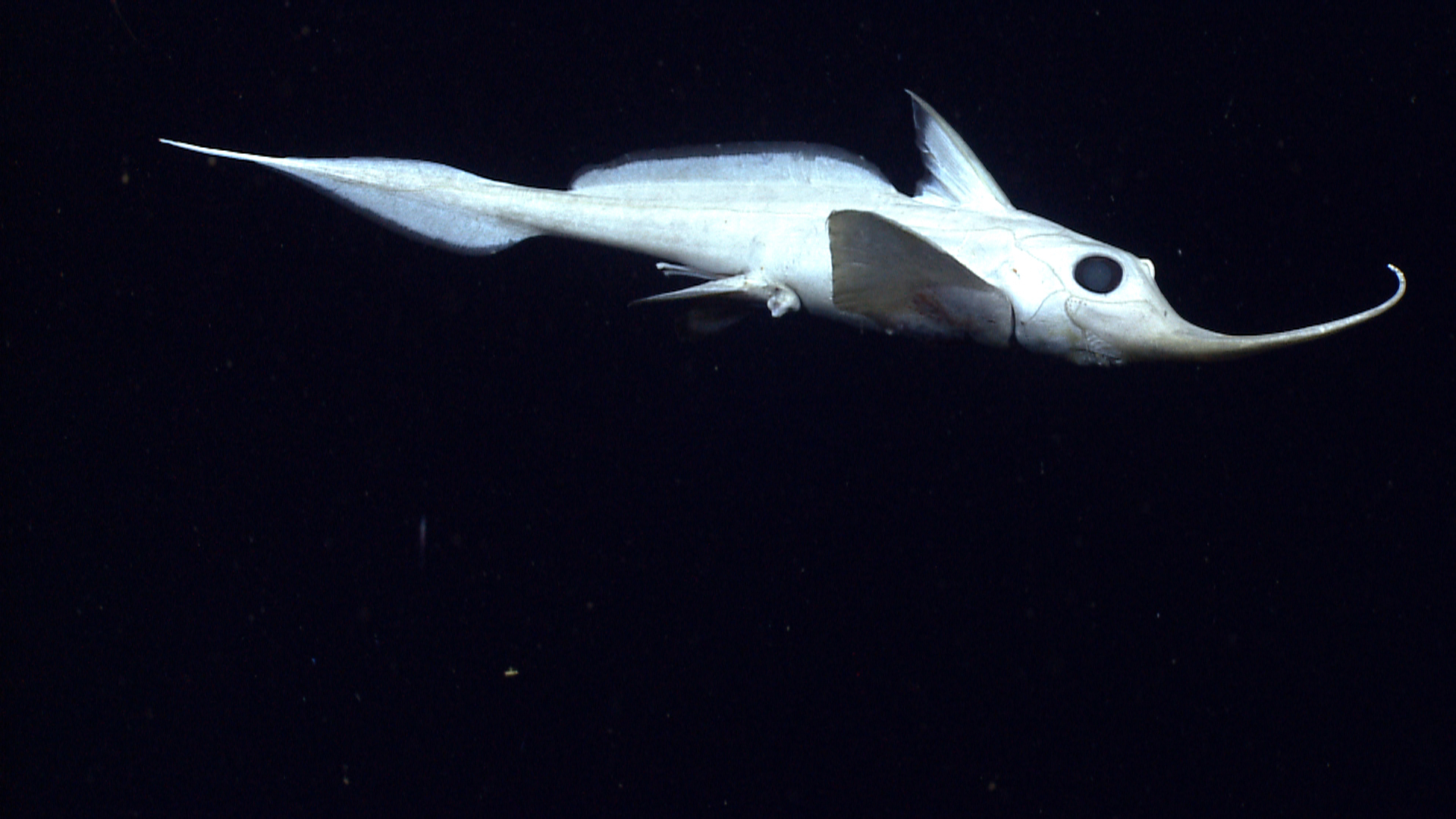
Rhinochimera sp